# Середнє Шарі (префектура)

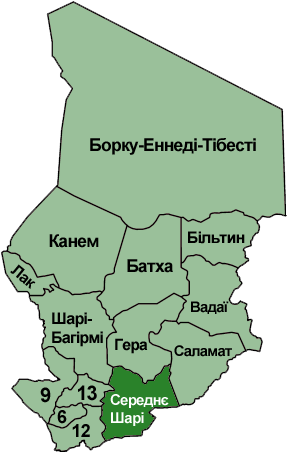
Середнє Шарі серед префектур Чаду.

Середнє Шарі (фр. Moyen-Chari, араб. شاري الأوسط трансліт.  Šārī l-Awsaṭ ) — одна з 14 префектур, на які розподілявся Чад в 1960–2000 роках. Коли в 2002 році префектури були замінені на 18 регіонів, південні області префектури були виділені в окремий регіон Мандул; на решті території був створений регіон Середнє Шарі.
Префектура Середнє Шарі розташована на півдні країни; на сході вона межувала з префектурою Саламат, на півночі — з префектурою Гера, на заході — с префектурами Танджиле і Східний Логон, на півдні — з Центральноафриканською Республікою. Площа Середнього Шарі становила  45 180 км², населення станом на 1993 рік — 783 595 осіб. Столиця — місто Сарх.